# Albeř (nádraží)
Albeř je dopravna D3 v km 30,194 úzkorozchodné železniční trati Jindřichův Hradec – Nová Bystřice v obci Albeř. Provozovatelem stanice je společnost Jindřichohradecké místní dráhy.

## Historie
Trať byla zprovozněna v roce 1897. Jejím majitelem tehdy byla akciová společnost Localbahn Neuhaus – Neubistritz, ale dopravu zajišťovaly rakouské státní dráhy kkStB a od roku 1918 posléze Československé státní dráhy (ČSD). V roce 1925 byla dráha zestátněna a provoz zajišťovaly ČSD a později České dráhy. Od roku 1998 je jejím vlastníkem společnost Jindřichohradecké místní dráhy, která je i provozovatelem dráhy.
V roce 2003 bylo nádraží v Albeři opraveno. Staniční budova byla rekonstruována. V objektu je kuchyně s jídelním koutem, pokoj se čtyřmi lůžky a koupelna s WC a sprchovým koutem. Celá bývalá staniční budova je nabízena k rekreačnímu pronájmu. V roce 2012 byly opraveny koleje u Albeře.

## Viadukt
V km 30,108 se nalézá největší mostní stavba na úzkorozchodné trati, viadukt se sedmi poli (dvě tvoří ocelová konstrukce, pět polí je kamenných) přes silnici Nová Bystřice – Slavonice a přes říčku Dračici byl postaven v roce 1897. Na mostě je vodní jeřáb. Ihned za viaduktem následuje dopravna Albeř.

## Galerie

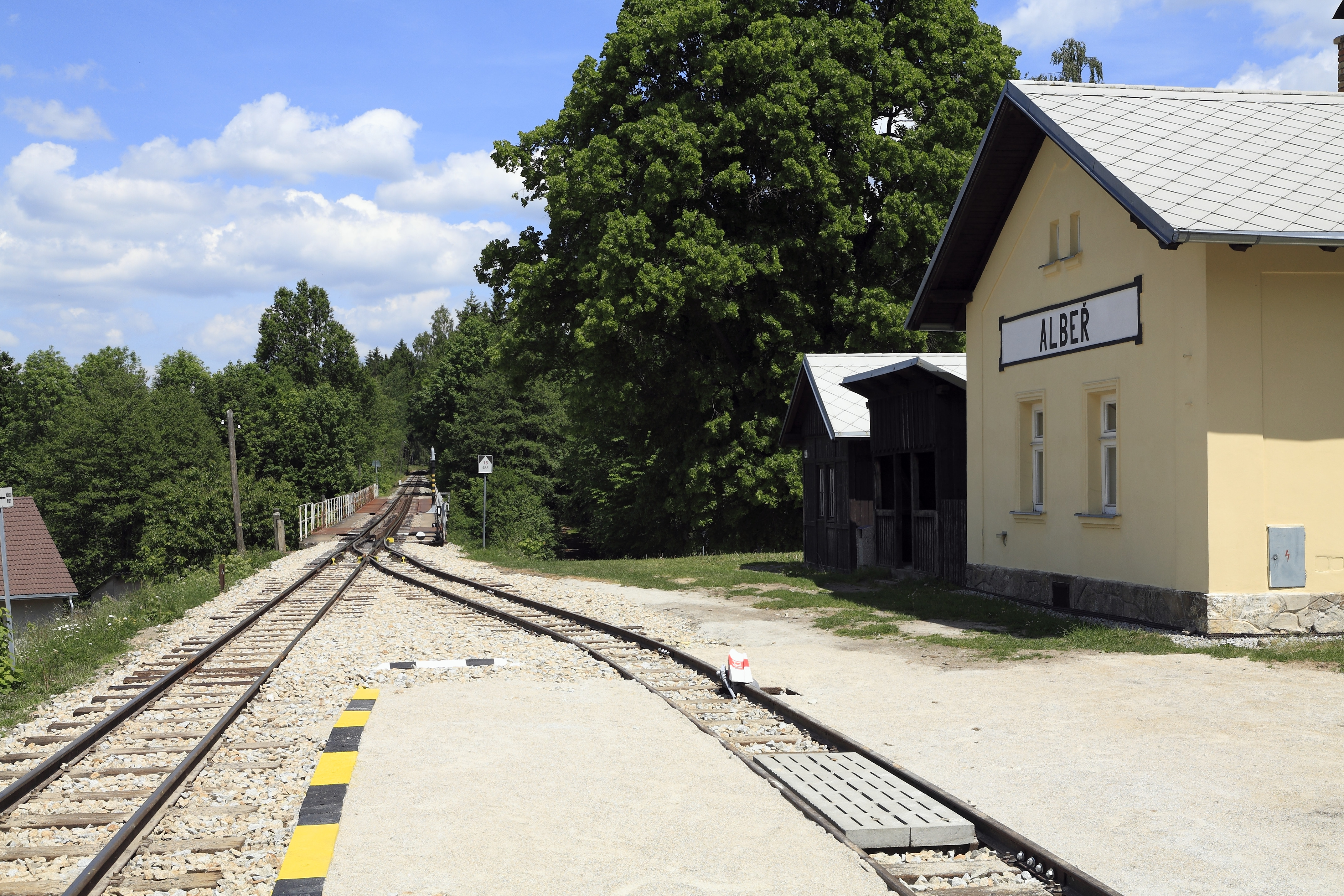
železniční zastávka
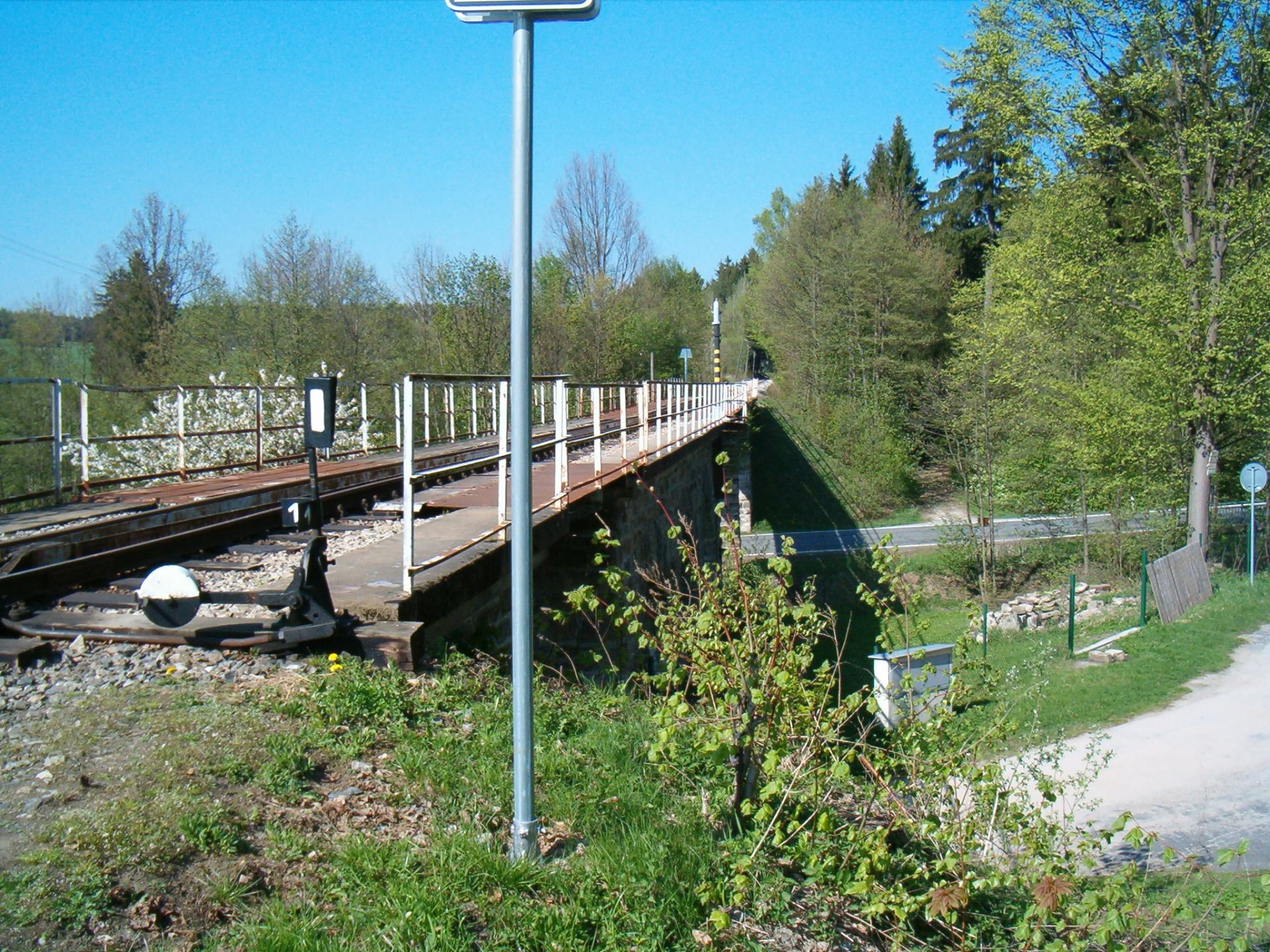
Viadukt
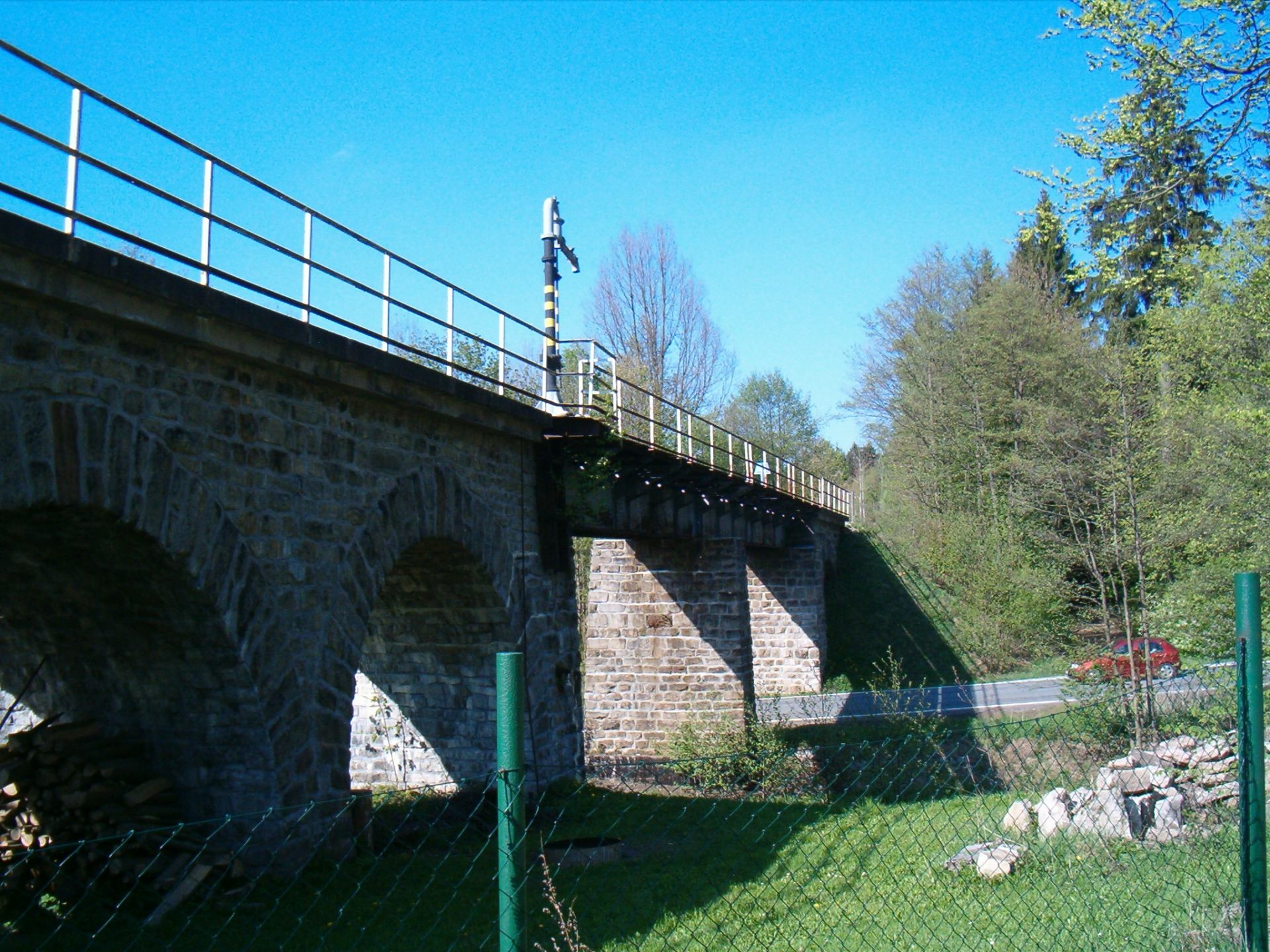
Viadukt